# Rychlostní silnice S5 (Polsko)

Trasa rychlostní silnice S5

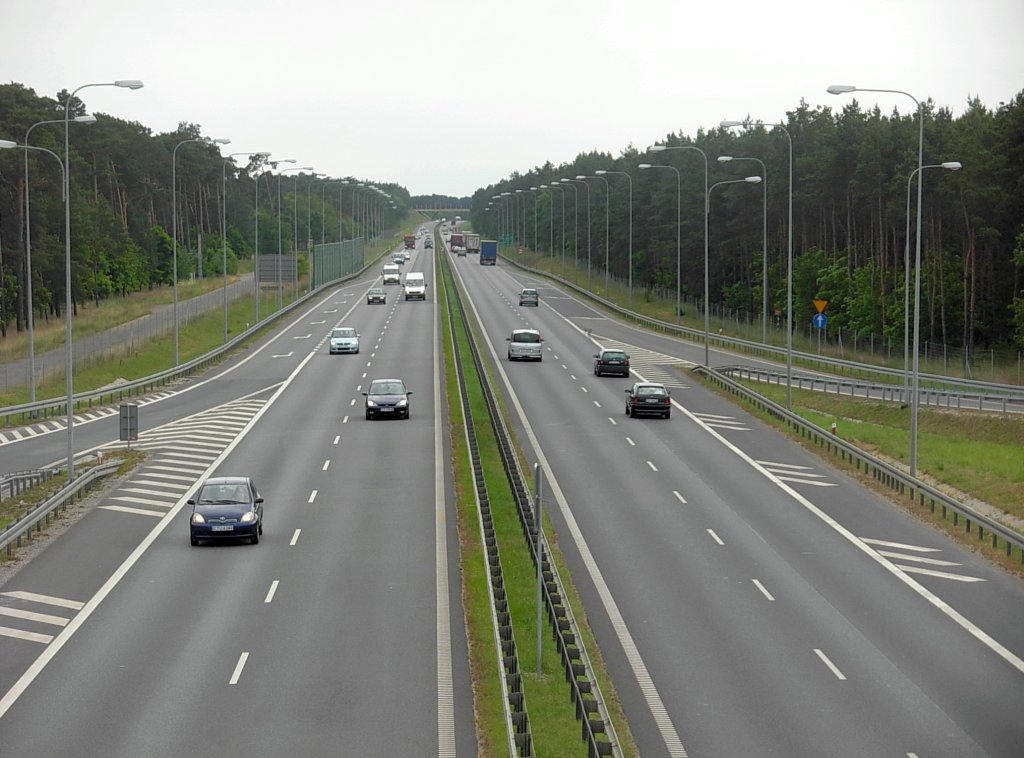
Rychlostní silnice S5 u Bydhoště

Rychlostní silnice S5 je polská rychlostní silnice, která po svém dokončení spojí Ostródu, Bydhošť, Poznaň, Vratislav a Bolków. Její celková délka bude 437,1 km, z toho je v provozu 285,1 km a 98,1 km je ve výstavbě[kdy?]. Je součástí evropské silnice E261. Bude procházet přes Varmijsko-mazurské, Kujavsko-pomořské, Velkopolské a Dolnoslezské vojvodství.

## Úseky v provozu
- Bydhošť sever - Bydhošť Opławiec
- Jaroszewo - Mieleszyn
- Mieleszyn - Hnězdno jih
- Hnězdno jih - Poznaň východ
- Poznaň západ - Wronczyn
- Wronczyn - Kościan jih
- Kościan jih - Radomicko
- Radomicko - Lešno jih
- Lešno jih - Kaczkowo
- Kaczkowo - Vratislav sever

## Úseky ve výstavbě
- Nowe Marzy - Mieleszyn
- Obchvat Ostródy
- Ornowo - Wirwajdy

## Úseky v plánu
- Grudziądz - Ostróda
- Bolków - Vratislav

## Křižovatky s dálnicemi a rychlostními silnicemi
| Exit            | Seznam silnic, které se zde křižují | Systém |
| --------------- | ----------------------------------- | ------ |
| Ostróda jih     | S7, DK16                            |        |
| Nowe Marzy      | A1, DK91                            |        |
| Bydhošť západ   | S10, DK80                           |        |
| Bydhošť Blonie  | S10, DW223                          |        |
| Poznaň východ   | A2                                  |        |
| Poznaň Krzesiny | S11, DW433                          |        |
| Poznaň západ    | A2, S11                             |        |
| Vratislav sever | A8, DK5                             |        |